# Acosmeryx ancea
Acosmeryx ancea är en fjärilsart som beskrevs av George Francis Hampson 1892. Acosmeryx ancea ingår i släktet Acosmeryx och familjen svärmare. Inga underarter finns listade i Catalogue of Life.